# انیوس

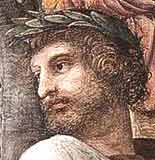
انیوس

کوئینتوس انیوس(به لاتین: Quintus Ennius)(زادهٔ ۲۳۹-مرگ ۱۶۹ پیش از میلاد) شاعر و نویسندهٔ دورهٔ جمهوری روم بود. او که یونانی‌تبار بود را پدر شعر رم می‌دانند. او اثر مهمی بر ادبیات لاتین داشت.
او زادهٔ شهرک رودیه در سالنتو بود و در آنجا به زبان‌های یونانی، لاتین و اوسکی سخن گفته‌می‌شد. مهمترین کارهای انوس اینهایند: اپیخارموس، اوهمروس، هدیفاگتیکا، ساتوره و آنالس یا وقایع سالیانه.

جملهٔ زیر از اوست:
دوست مطمئن خود را در زمانی نامطمئن نشان‌می‌دهد.